# Lista över fornlämningar i Uppsala kommun (Tuna)
Lista över fornlämningar i Uppsala kommun (Tuna) är en förteckning av ett urval av de fornlämningar som finns i Tuna i Uppsala kommun.
| Namn                   | Lämningstyp                      | Tillkomsttid | Historisk indelning | Plats | Läge                 | ID-nr          | Bild                                      |
| ---------------------- | -------------------------------- | ------------ | ------------------- | ----- | -------------------- | -------------- | ----------------------------------------- |
| Tuna 1:1               | Gravfält                         |              | Tuna, Uppland       |       | 60.040792, 18.078972 | 10028100010001 | Ladda upp en bild av detta fornminne      |
| Tuna 2:1               | Hög                              |              | Tuna, Uppland       |       | 60.043560, 18.075925 | 10028100020001 | Ladda upp en bild av detta fornminne      |
| Tuna 2:2               | Stensättning                     |              | Tuna, Uppland       |       | 60.043647, 18.076088 | 10028100020002 | Ladda upp en bild av detta fornminne      |
| Tuna 2:3               | Stensättning                     |              | Tuna, Uppland       |       | 60.043742, 18.076122 | 10028100020003 | Ladda upp en bild av detta fornminne      |
| Tuna 2:4               | Stensättning                     |              | Tuna, Uppland       |       | 60.043670, 18.075848 | 10028100020004 | Ladda upp en bild av detta fornminne      |
| Tuna 3:1               | Gravfält                         |              | Tuna, Uppland       |       | 60.046055, 18.076180 | 10028100030001 | Ladda upp en bild av detta fornminne      |
| Tuna 4:1               | Gravfält                         |              | Tuna, Uppland       |       | 60.045290, 18.077351 | 10028100040001 | Ladda upp en bild av detta fornminne      |
| Tuna 5:1               | Gravfält                         |              | Tuna, Uppland       |       | 60.044872, 18.080501 | 10028100050001 | Ladda upp en bild av detta fornminne      |
| Tuna 5:2               | Gravfält                         |              | Tuna, Uppland       |       | 60.044433, 18.080964 | 10028100050002 | Ladda upp en bild av detta fornminne      |
| Tuna 5:3               | Gravfält                         |              | Tuna, Uppland       |       | 60.043962, 18.081385 | 10028100050003 | Ladda upp en bild av detta fornminne      |
| Tuna 5:4               | Stensättning                     |              | Tuna, Uppland       |       | 60.045047, 18.079264 | 10028100050004 | Ladda upp en bild av detta fornminne      |
| Tuna 5:5               | Stensättning                     |              | Tuna, Uppland       |       | 60.044927, 18.079379 | 10028100050005 | Ladda upp en bild av detta fornminne      |
| Tuna 8:1               | Gravfält                         |              | Tuna, Uppland       |       | 60.038886, 18.086342 | 10028100080001 | Ladda upp en bild av detta fornminne      |
| Tuna 9:1               | Gravfält                         |              | Tuna, Uppland       |       | 60.041800, 18.090191 | 10028100090001 | Ladda upp en bild av detta fornminne      |
| Tuna 10:1              | Gravfält                         |              | Tuna, Uppland       |       | 60.041851, 18.098462 | 10028100100001 | Ladda upp en bild av detta fornminne      |
| Tuna 11:1              | Stensättning                     |              | Tuna, Uppland       |       | 60.047802, 18.074104 | 10028100110001 | Ladda upp en bild av detta fornminne      |
| Tuna 11:2              | Stensättning                     |              | Tuna, Uppland       |       | 60.047780, 18.074336 | 10028100110002 | Ladda upp en bild av detta fornminne      |
| Tuna 11:3              | Stensättning                     |              | Tuna, Uppland       |       | 60.047706, 18.073980 | 10028100110003 | Ladda upp en bild av detta fornminne      |
| Tuna 11:4              | Stensättning                     |              | Tuna, Uppland       |       | 60.047611, 18.073989 | 10028100110004 | Ladda upp en bild av detta fornminne      |
| Tuna 12:1              | Gravfält                         |              | Tuna, Uppland       |       | 60.044639, 18.071587 | 10028100120001 | Ladda upp en bild av detta fornminne      |
| Tuna 15:1              | Gravfält                         |              | Tuna, Uppland       |       | 60.035116, 18.081122 | 10028100150001 | Ladda upp en bild av detta fornminne      |
| Tuna 16:1              | Gravfält                         |              | Tuna, Uppland       |       | 60.033632, 18.112453 | 10028100160001 | Ladda upp en bild av detta fornminne      |
| Tuna 17:1              | Gravfält                         |              | Tuna, Uppland       |       | 60.038524, 18.096351 | 10028100170001 | Ladda upp en bild av detta fornminne      |
| Kyrkbacken (Tuna 18:1) | Gravfält                         |              | Tuna, Uppland       |       | 60.035243, 18.077713 | 10028100180001 | Ladda upp en bild av detta fornminne      |
| Tuna 19:1              | Gravfält                         |              | Tuna, Uppland       |       | 60.038616, 18.069940 | 10028100190001 | Ladda upp en bild av detta fornminne      |
| Tuna 20:1              | Stensättning                     |              | Tuna, Uppland       |       | 60.037210, 18.075317 | 10028100200001 | Ladda upp en bild av detta fornminne      |
| Tuna 22:1              | Gravfält                         |              | Tuna, Uppland       |       | 60.028980, 18.093679 | 10028100220001 | Ladda upp en bild av detta fornminne      |
| Tuna 23:1              | Stensättning                     |              | Tuna, Uppland       |       | 60.028193, 18.094518 | 10028100230001 | Ladda upp en bild av detta fornminne      |
| Tuna 24:1              | Gravfält                         |              | Tuna, Uppland       |       | 60.028125, 18.090272 | 10028100240001 | Ladda upp en bild av detta fornminne      |
| Tuna 24:2              | Stensättning                     |              | Tuna, Uppland       |       | 60.028799, 18.089140 | 10028100240002 | Ladda upp en bild av detta fornminne      |
| Tuna 25:1              | Stensättning                     |              | Tuna, Uppland       |       | 60.033179, 18.080496 | 10028100250001 | Ladda upp en bild av detta fornminne      |
| Tuna 25:2              | Stensättning                     |              | Tuna, Uppland       |       | 60.033077, 18.080581 | 10028100250002 | Ladda upp en bild av detta fornminne      |
| Tuna 25:3              | Stensättning                     |              | Tuna, Uppland       |       | 60.033010, 18.080547 | 10028100250003 | Ladda upp en bild av detta fornminne      |
| Tuna 26:1              | Stensättning                     |              | Tuna, Uppland       |       | 60.036999, 18.080834 | 10028100260001 | Ladda upp en bild av detta fornminne      |
| Tuna 26:2              | Stensättning                     |              | Tuna, Uppland       |       | 60.036885, 18.080663 | 10028100260002 | Ladda upp en bild av detta fornminne      |
| Tuna 27:1              | Gravfält                         |              | Tuna, Uppland       |       | 60.035799, 18.084325 | 10028100270001 | Ladda upp en bild av detta fornminne      |
| Tuna 28:1              | Gravfält                         |              | Tuna, Uppland       |       | 60.034570, 18.087137 | 10028100280001 | Ladda upp en bild av detta fornminne      |
| Tuna 28:2              | Stensättning                     |              | Tuna, Uppland       |       | 60.034205, 18.086984 | 10028100280002 | Ladda upp en bild av detta fornminne      |
| Pellshus (Tuna 29:1)   | Gravfält                         |              | Tuna, Uppland       |       | 60.033864, 18.089431 | 10028100290001 | Ladda upp en bild av detta fornminne      |
| Tuna 30:1              | Gravfält                         |              | Tuna, Uppland       |       | 60.030605, 18.060496 | 10028100300001 | Ladda upp en bild av detta fornminne      |
| Tuna 31:1              | Gravfält                         |              | Tuna, Uppland       |       | 60.030281, 18.070576 | 10028100310001 | Ladda upp en bild av detta fornminne      |
| Tuna 32:1              | Gravfält                         |              | Tuna, Uppland       |       | 60.031774, 18.049001 | 10028100320001 | Ladda upp en bild av detta fornminne      |
| Tuna 33:1              | Gravfält                         |              | Tuna, Uppland       |       | 60.029375, 18.058957 | 10028100330001 | Ladda upp en bild av detta fornminne      |
| Tuna 34:1              | Stensättning                     |              | Tuna, Uppland       |       | 60.027000, 18.067204 | 10028100340001 | Ladda upp en bild av detta fornminne      |
| Tuna 34:2              | Stensättning                     |              | Tuna, Uppland       |       | 60.027083, 18.067493 | 10028100340002 | Ladda upp en bild av detta fornminne      |
| Tuna 35:1              | Hög                              |              | Tuna, Uppland       |       | 60.026667, 18.078598 | 10028100350001 | Ladda upp en bild av detta fornminne      |
| Tuna 36:1              | Stensättning                     |              | Tuna, Uppland       |       | 60.025658, 18.078345 | 10028100360001 | Ladda upp en bild av detta fornminne      |
| Tuna 36:2              | Stensättning                     |              | Tuna, Uppland       |       | 60.025548, 18.078374 | 10028100360002 | Ladda upp en bild av detta fornminne      |
| Tuna 36:3              | Stensättning                     |              | Tuna, Uppland       |       | 60.025777, 18.078320 | 10028100360003 | Ladda upp en bild av detta fornminne      |
| Tuna 37:1              | Gravfält                         |              | Tuna, Uppland       |       | 60.025413, 18.072960 | 10028100370001 | Ladda upp en bild av detta fornminne      |
| Tuna 39:1              | Hög                              |              | Tuna, Uppland       |       | 60.026534, 18.119326 | 10028100390001 | Ladda upp en bild av detta fornminne      |
| Tuna 39:2              | Stensättning                     |              | Tuna, Uppland       |       | 60.026446, 18.119446 | 10028100390002 | Ladda upp en bild av detta fornminne      |
| Tuna 40:1              | Gravfält                         |              | Tuna, Uppland       |       | 60.025719, 18.120548 | 10028100400001 | Ladda upp en bild av detta fornminne      |
| Tuna 43:1              | Gravfält                         |              | Tuna, Uppland       |       | 60.027022, 18.084180 | 10028100430001 | Ladda upp en bild av detta fornminne      |
| Tuna 44:1              | Gravfält                         |              | Tuna, Uppland       |       | 60.019128, 18.074345 | 10028100440001 | Ladda upp en bild av detta fornminne      |
| Tuna 45:1              | Stensättning                     |              | Tuna, Uppland       |       | 60.021549, 18.071100 | 10028100450001 | Ladda upp en bild av detta fornminne      |
| Tuna 45:2              | Stensättning                     |              | Tuna, Uppland       |       | 60.021561, 18.071846 | 10028100450002 | Ladda upp en bild av detta fornminne      |
| Tuna 46:1              | Gravfält                         |              | Tuna, Uppland       |       | 60.022972, 18.064824 | 10028100460001 | Ladda upp en bild av detta fornminne      |
| Tuna 47:1              | Gravfält                         |              | Tuna, Uppland       |       | 60.025170, 18.061968 | 10028100470001 | Ladda upp en bild av detta fornminne      |
| U 1123 (Tuna 48:1)     | Runristning                      |              | Tuna, Uppland       |       | 60.020120, 18.064338 | 10028100480001 | Ladda upp en till bild av detta fornminne |
| U 1123 (Tuna 48:2)     | Runristning                      |              | Tuna, Uppland       |       | 60.019774, 18.064931 | 10028100480002 | Ladda upp en bild av detta fornminne      |
| Tuna 49:1              | Gravfält                         |              | Tuna, Uppland       |       | 60.020146, 18.057318 | 10028100490001 | Ladda upp en bild av detta fornminne      |
| Tuna 50:1              | Stensättning                     |              | Tuna, Uppland       |       | 60.024285, 18.050317 | 10028100500001 | Ladda upp en bild av detta fornminne      |
| Tuna 51:1              | Gravfält                         |              | Tuna, Uppland       |       | 60.030048, 18.048391 | 10028100510001 | Ladda upp en bild av detta fornminne      |
| Tuna 52:1              | Gravfält                         |              | Tuna, Uppland       |       | 60.029091, 18.048767 | 10028100520001 | Ladda upp en bild av detta fornminne      |
| Tuna 53:1              | Gravfält                         |              | Tuna, Uppland       |       | 60.019588, 18.016661 | 10028100530001 | Ladda upp en bild av detta fornminne      |
| Tuna 54:1              | Gravfält                         |              | Tuna, Uppland       |       | 60.020222, 18.015057 | 10028100540001 | Ladda upp en bild av detta fornminne      |
| Tuna 56:1              | Gravfält                         |              | Tuna, Uppland       |       | 60.019982, 18.017442 | 10028100560001 | Ladda upp en bild av detta fornminne      |
| Tuna 57:1              | Gravfält                         |              | Tuna, Uppland       |       | 60.020818, 18.017837 | 10028100570001 | Ladda upp en bild av detta fornminne      |
| Tuna 58:1              | Gravfält                         |              | Tuna, Uppland       |       | 60.020768, 18.023151 | 10028100580001 | Ladda upp en bild av detta fornminne      |
| Tuna 60:1              | Gravfält                         |              | Tuna, Uppland       |       | 60.019619, 18.024326 | 10028100600001 | Ladda upp en bild av detta fornminne      |
| Tuna 62:1              | Röse                             |              | Tuna, Uppland       |       | 60.018542, 18.031924 | 10028100620001 | Ladda upp en bild av detta fornminne      |
| Tuna 63:1              | Gravfält                         |              | Tuna, Uppland       |       | 60.011458, 18.012893 | 10028100630001 | Ladda upp en bild av detta fornminne      |
| Tuna 64:1              | Gravfält                         |              | Tuna, Uppland       |       | 60.026030, 18.084374 | 10028100640001 | Ladda upp en bild av detta fornminne      |
| Tuna 65:1              | Gravfält                         |              | Tuna, Uppland       |       | 60.033808, 18.091555 | 10028100650001 | Ladda upp en bild av detta fornminne      |
| Tuna 66:1              | Gravfält                         |              | Tuna, Uppland       |       | 60.012401, 18.018589 | 10028100660001 | Ladda upp en bild av detta fornminne      |
| Tuna 67:1              | Gravfält                         |              | Tuna, Uppland       |       | 60.015152, 18.021055 | 10028100670001 | Ladda upp en bild av detta fornminne      |
| Tuna 68:1              | Gravfält                         |              | Tuna, Uppland       |       | 60.015755, 18.024127 | 10028100680001 | Ladda upp en bild av detta fornminne      |
| Tuna 70:1              | Gravfält                         |              | Tuna, Uppland       |       | 60.002574, 18.048233 | 10028100700001 | Ladda upp en bild av detta fornminne      |
| Tuna 71:1              | Gravfält                         |              | Tuna, Uppland       |       | 60.002976, 18.052194 | 10028100710001 | Ladda upp en bild av detta fornminne      |
| Tuna 73:1              | Gravfält                         |              | Tuna, Uppland       |       | 60.015704, 18.053069 | 10028100730001 | Ladda upp en bild av detta fornminne      |
| Tuna 74:1              | Stensättning                     |              | Tuna, Uppland       |       | 60.014450, 18.070452 | 10028100740001 | Ladda upp en bild av detta fornminne      |
| Tuna 75:1              | Hög                              |              | Tuna, Uppland       |       | 60.013937, 18.064869 | 10028100750001 | Ladda upp en bild av detta fornminne      |
| Tuna 76:1              | Gravfält                         |              | Tuna, Uppland       |       | 60.013969, 18.074990 | 10028100760001 | Ladda upp en bild av detta fornminne      |
| Tuna 77:1              | Gravfält                         |              | Tuna, Uppland       |       | 60.014508, 18.072541 | 10028100770001 | Ladda upp en bild av detta fornminne      |
| Tuna 78:1              | Hög                              |              | Tuna, Uppland       |       | 60.014840, 18.074423 | 10028100780001 | Ladda upp en bild av detta fornminne      |
| Tuna 79:1              | Ristning, medeltid/historisk tid |              | Tuna, Uppland       |       | 60.006135, 18.016532 | 10028100790001 | Ladda upp en bild av detta fornminne      |
| Tuna 80:1              | Röse                             |              | Tuna, Uppland       |       | 60.006337, 18.130107 | 10028100800001 | Ladda upp en bild av detta fornminne      |
| Tuna 80:2              | Stensättning                     |              | Tuna, Uppland       |       | 60.006703, 18.129896 | 10028100800002 | Ladda upp en bild av detta fornminne      |
| Tuna 80:3              | Stensättning                     |              | Tuna, Uppland       |       | 60.006822, 18.129853 | 10028100800003 | Ladda upp en bild av detta fornminne      |
| Tuna 81:1              | Stensättning                     |              | Tuna, Uppland       |       | 60.000743, 18.057427 | 10028100810001 | Ladda upp en bild av detta fornminne      |
| Tuna 83:2              | Grav markerad av sten/block      |              | Tuna, Uppland       |       | 60.003295, 18.056191 | 10028100830002 | Ladda upp en bild av detta fornminne      |
| Tuna 83:3              | Grav markerad av sten/block      |              | Tuna, Uppland       |       | 60.003211, 18.056158 | 10028100830003 | Ladda upp en bild av detta fornminne      |
| Tuna 84:1              | Stensättning                     |              | Tuna, Uppland       |       | 59.999737, 18.056548 | 10028100840001 | Ladda upp en bild av detta fornminne      |
| Tuna 85:1              | Gravfält                         |              | Tuna, Uppland       |       | 60.010568, 18.064676 | 10028100850001 | Ladda upp en bild av detta fornminne      |
| Tuna 86:1              | Gravfält                         |              | Tuna, Uppland       |       | 60.012195, 18.066631 | 10028100860001 | Ladda upp en bild av detta fornminne      |
| Tuna 87:1              | Gravfält                         |              | Tuna, Uppland       |       | 60.013985, 18.068271 | 10028100870001 | Ladda upp en bild av detta fornminne      |
| Tuna 88:1              | Stensättning                     |              | Tuna, Uppland       |       | 60.009819, 18.065446 | 10028100880001 | Ladda upp en bild av detta fornminne      |
| Tuna 89:1              | Stensättning                     |              | Tuna, Uppland       |       | 60.006719, 18.056636 | 10028100890001 | Ladda upp en bild av detta fornminne      |
| Tuna 90:1              | Stensättning                     |              | Tuna, Uppland       |       | 60.007130, 18.047535 | 10028100900001 | Ladda upp en bild av detta fornminne      |
| Tuna 90:2              | Stensättning                     |              | Tuna, Uppland       |       | 60.007394, 18.047006 | 10028100900002 | Ladda upp en bild av detta fornminne      |
| Tuna 90:3              | Stensättning                     |              | Tuna, Uppland       |       | 60.006946, 18.046965 | 10028100900003 | Ladda upp en bild av detta fornminne      |
| Tuna 90:4              | Stensättning                     |              | Tuna, Uppland       |       | 60.007576, 18.047432 | 10028100900004 | Ladda upp en bild av detta fornminne      |
| Tuna 91:1              | Stensättning                     |              | Tuna, Uppland       |       | 60.007015, 18.044382 | 10028100910001 | Ladda upp en bild av detta fornminne      |
| Tuna 92:1              | Stensättning                     |              | Tuna, Uppland       |       | 60.007480, 18.039876 | 10028100920001 | Ladda upp en bild av detta fornminne      |
| Tuna 93:1              | Gravfält                         |              | Tuna, Uppland       |       | 60.010895, 18.039212 | 10028100930001 | Ladda upp en bild av detta fornminne      |
| Tuna 94:1              | Gravfält                         |              | Tuna, Uppland       |       | 60.011927, 18.043007 | 10028100940001 | Ladda upp en bild av detta fornminne      |
| Tuna 95:1              | Stensättning                     |              | Tuna, Uppland       |       | 60.009619, 18.042083 | 10028100950001 | Ladda upp en bild av detta fornminne      |
| Tuna 97:1              | Gravfält                         |              | Tuna, Uppland       |       | 60.024548, 18.125963 | 10028100970001 | Ladda upp en bild av detta fornminne      |
| Tuna 103:1             | Grav- och boplatsområde          |              | Tuna, Uppland       |       | 59.983283, 18.049028 | 10028101030001 | Ladda upp en bild av detta fornminne      |
| Tuna 104:2             | Stensättning                     |              | Tuna, Uppland       |       | 59.981492, 18.046717 | 10028101040002 | Ladda upp en bild av detta fornminne      |
| Tuna 104:3             | Stensättning                     |              | Tuna, Uppland       |       | 59.981621, 18.047342 | 10028101040003 | Ladda upp en bild av detta fornminne      |
| Tuna 104:4             | Stensättning                     |              | Tuna, Uppland       |       | 59.981790, 18.047339 | 10028101040004 | Ladda upp en bild av detta fornminne      |
| Tuna 105:1             | Grav- och boplatsområde          |              | Tuna, Uppland       |       | 59.985285, 18.048168 | 10028101050001 | Ladda upp en bild av detta fornminne      |
| Tuna 107:1             | Grav- och boplatsområde          |              | Tuna, Uppland       |       | 59.979707, 18.049287 | 10028101070001 | Ladda upp en bild av detta fornminne      |
| Tuna 109:1             | Grav- och boplatsområde          |              | Tuna, Uppland       |       | 59.986175, 18.050348 | 10028101090001 | Ladda upp en bild av detta fornminne      |
| Tuna 111:1             | Stensättning                     |              | Tuna, Uppland       |       | 59.977286, 18.050215 | 10028101110001 | Ladda upp en bild av detta fornminne      |
| Tuna 112:1             | Gravfält                         |              | Tuna, Uppland       |       | 59.961172, 18.071574 | 10028101120001 | Ladda upp en bild av detta fornminne      |
| Tuna 114:1             | Gravfält                         |              | Tuna, Uppland       |       | 59.957387, 18.071206 | 10028101140001 | Ladda upp en bild av detta fornminne      |
| Tuna 115:1             | Gravfält                         |              | Tuna, Uppland       |       | 59.984480, 18.050215 | 10028101150001 | Ladda upp en bild av detta fornminne      |
| Tuna 116:1             | Stensättning                     |              | Tuna, Uppland       |       | 59.986834, 18.051767 | 10028101160001 | Ladda upp en bild av detta fornminne      |
| Tuna 116:2             | Stensättning                     |              | Tuna, Uppland       |       | 59.986582, 18.051729 | 10028101160002 | Ladda upp en bild av detta fornminne      |
| Tuna 118:1             | Stensättning                     |              | Tuna, Uppland       |       | 59.964299, 18.069604 | 10028101180001 | Ladda upp en bild av detta fornminne      |
| Tuna 119:1             | Hög                              |              | Tuna, Uppland       |       | 59.963028, 18.072032 | 10028101190001 | Ladda upp en bild av detta fornminne      |
| Tuna 119:2             | Stensättning                     |              | Tuna, Uppland       |       | 59.962913, 18.072021 | 10028101190002 | Ladda upp en bild av detta fornminne      |
| Tuna 120:1             | Röse                             |              | Tuna, Uppland       |       | 59.957305, 18.063052 | 10028101200001 | Ladda upp en bild av detta fornminne      |
| Tuna 120:2             | Stensättning                     |              | Tuna, Uppland       |       | 59.957312, 18.062508 | 10028101200002 | Ladda upp en bild av detta fornminne      |
| Tuna 121:1             | Gravfält                         |              | Tuna, Uppland       |       | 59.957272, 18.052692 | 10028101210001 | Ladda upp en bild av detta fornminne      |
| Tuna 122:1             | Gravfält                         |              | Tuna, Uppland       |       | 59.957546, 18.057633 | 10028101220001 | Ladda upp en bild av detta fornminne      |
| Tuna 122:2             | Gravfält                         |              | Tuna, Uppland       |       | 59.957503, 18.058717 | 10028101220002 | Ladda upp en bild av detta fornminne      |
| Tuna 123:1             | Röse                             |              | Tuna, Uppland       |       | 59.955759, 18.054170 | 10028101230001 | Ladda upp en bild av detta fornminne      |
| Tuna 123:2             | Stensättning                     |              | Tuna, Uppland       |       | 59.955726, 18.053995 | 10028101230002 | Ladda upp en bild av detta fornminne      |
| Tuna 123:3             | Stensättning                     |              | Tuna, Uppland       |       | 59.955672, 18.054162 | 10028101230003 | Ladda upp en bild av detta fornminne      |
| Tuna 124:1             | Gravfält                         |              | Tuna, Uppland       |       | 59.958762, 18.055565 | 10028101240001 | Ladda upp en bild av detta fornminne      |
| Tuna 125:1             | Röse                             |              | Tuna, Uppland       |       | 59.962684, 18.045834 | 10028101250001 | Ladda upp en bild av detta fornminne      |
| Tuna 126:1             | Röse                             |              | Tuna, Uppland       |       | 59.963761, 18.053363 | 10028101260001 | Ladda upp en bild av detta fornminne      |
| Tuna 128:1             | Stensättning                     |              | Tuna, Uppland       |       | 59.963693, 18.048709 | 10028101280001 | Ladda upp en bild av detta fornminne      |
| Tuna 128:2             | Stensättning                     |              | Tuna, Uppland       |       | 59.963580, 18.048828 | 10028101280002 | Ladda upp en bild av detta fornminne      |
| Tuna 130:1             | Stensättning                     |              | Tuna, Uppland       |       | 59.960750, 18.084182 | 10028101300001 | Ladda upp en bild av detta fornminne      |
| Tuna 131:1             | Gravfält                         |              | Tuna, Uppland       |       | 59.960868, 18.082761 | 10028101310001 | Ladda upp en bild av detta fornminne      |
| Tuna 132:1             | Gravfält                         |              | Tuna, Uppland       |       | 59.960949, 18.068042 | 10028101320001 | Ladda upp en bild av detta fornminne      |
| Tuna 134:1             | Röse                             |              | Tuna, Uppland       |       | 59.970862, 18.092732 | 10028101340001 | Ladda upp en bild av detta fornminne      |
| Tuna 135:1             | Stensättning                     |              | Tuna, Uppland       |       | 59.970222, 18.090082 | 10028101350001 | Ladda upp en bild av detta fornminne      |
| Tuna 136:1             | Stensättning                     |              | Tuna, Uppland       |       | 59.972264, 18.094750 | 10028101360001 | Ladda upp en bild av detta fornminne      |
| Tuna 139:1             | Hög                              |              | Tuna, Uppland       |       | 59.984587, 18.111447 | 10028101390001 | Ladda upp en bild av detta fornminne      |
| Tuna 139:2             | Stensättning                     |              | Tuna, Uppland       |       | 59.984469, 18.111555 | 10028101390002 | Ladda upp en bild av detta fornminne      |
| Tuna 139:3             | Hög                              |              | Tuna, Uppland       |       | 59.984198, 18.111705 | 10028101390003 | Ladda upp en bild av detta fornminne      |
| Tuna 140:1             | Röse                             |              | Tuna, Uppland       |       | 59.972800, 18.096273 | 10028101400001 | Ladda upp en bild av detta fornminne      |
| Tuna 140:2             | Röse                             |              | Tuna, Uppland       |       | 59.972479, 18.095645 | 10028101400002 | Ladda upp en bild av detta fornminne      |
| Tuna 141:1             | Röse                             |              | Tuna, Uppland       |       | 59.985772, 18.109176 | 10028101410001 | Ladda upp en bild av detta fornminne      |
| Tuna 141:2             | Stensättning                     |              | Tuna, Uppland       |       | 59.985690, 18.109384 | 10028101410002 | Ladda upp en bild av detta fornminne      |
| Tuna 141:3             | Stensättning                     |              | Tuna, Uppland       |       | 59.985628, 18.109063 | 10028101410003 | Ladda upp en bild av detta fornminne      |
| Tuna 142:1             | Gravfält                         |              | Tuna, Uppland       |       | 59.985369, 18.103439 | 10028101420001 | Ladda upp en bild av detta fornminne      |
| Tuna 143:1             | Stensättning                     |              | Tuna, Uppland       |       | 59.982711, 18.106777 | 10028101430001 | Ladda upp en bild av detta fornminne      |
| Tuna 143:2             | Stensättning                     |              | Tuna, Uppland       |       | 59.982721, 18.106494 | 10028101430002 | Ladda upp en bild av detta fornminne      |
| Tuna 143:3             | Stensättning                     |              | Tuna, Uppland       |       | 59.982608, 18.106423 | 10028101430003 | Ladda upp en bild av detta fornminne      |
| Tuna 144:1             | Röse                             |              | Tuna, Uppland       |       | 59.981927, 18.106772 | 10028101440001 | Ladda upp en bild av detta fornminne      |
| Tuna 145:1             | Gravfält                         |              | Tuna, Uppland       |       | 59.983000, 18.115252 | 10028101450001 | Ladda upp en bild av detta fornminne      |
| Tuna 146:1             | Stensättning                     |              | Tuna, Uppland       |       | 59.985477, 18.104824 | 10028101460001 | Ladda upp en bild av detta fornminne      |
| Tuna 146:2             | Stensättning                     |              | Tuna, Uppland       |       | 59.985529, 18.105062 | 10028101460002 | Ladda upp en bild av detta fornminne      |
| Tuna 146:3             | Stensättning                     |              | Tuna, Uppland       |       | 59.985560, 18.105291 | 10028101460003 | Ladda upp en bild av detta fornminne      |
| Tuna 147:1             | Stensättning                     |              | Tuna, Uppland       |       | 59.988448, 18.114517 | 10028101470001 | Ladda upp en bild av detta fornminne      |
| Tuna 148:1             | Gravfält                         |              | Tuna, Uppland       |       | 59.988321, 18.117141 | 10028101480001 | Ladda upp en bild av detta fornminne      |
| Tuna 149:1             | Stensättning                     |              | Tuna, Uppland       |       | 59.976036, 18.090205 | 10028101490001 | Ladda upp en bild av detta fornminne      |
| Tuna 150:1             | Stensättning                     |              | Tuna, Uppland       |       | 59.965081, 18.089578 | 10028101500001 | Ladda upp en bild av detta fornminne      |
| Tuna 151:1             | Stensättning                     |              | Tuna, Uppland       |       | 59.976125, 18.087744 | 10028101510001 | Ladda upp en bild av detta fornminne      |
| Tuna 151:2             | Stensättning                     |              | Tuna, Uppland       |       | 59.976139, 18.087544 | 10028101510002 | Ladda upp en bild av detta fornminne      |
| Tuna 152:1             | Gravfält                         |              | Tuna, Uppland       |       | 59.957328, 18.050698 | 10028101520001 | Ladda upp en bild av detta fornminne      |
| Tuna 153:1             | Gravfält                         |              | Tuna, Uppland       |       | 59.960448, 18.056480 | 10028101530001 | Ladda upp en bild av detta fornminne      |
| Tuna 154:1             | Stensättning                     |              | Tuna, Uppland       |       | 59.959797, 18.034877 | 10028101540001 | Ladda upp en bild av detta fornminne      |
| Tuna 156:1             | Stensättning                     |              | Tuna, Uppland       |       | 59.987744, 18.110381 | 10028101560001 | Ladda upp en bild av detta fornminne      |
| Tuna 160:1             | Gravfält                         |              | Tuna, Uppland       |       | 59.983648, 18.119575 | 10028101600001 | Ladda upp en bild av detta fornminne      |
| Tuna 161:1             | Stensättning                     |              | Tuna, Uppland       |       | 60.005485, 18.045449 | 10028101610001 | Ladda upp en bild av detta fornminne      |
| Tuna 162:1             | Stensättning                     |              | Tuna, Uppland       |       | 60.024280, 18.061809 | 10028101620001 | Ladda upp en bild av detta fornminne      |
| Tuna 163:1             | Hög                              |              | Tuna, Uppland       |       | 60.030169, 18.051867 | 10028101630001 | Ladda upp en bild av detta fornminne      |
| Tuna 165:1             | Gravfält                         |              | Tuna, Uppland       |       | 60.034944, 18.102854 | 10028101650001 | Ladda upp en bild av detta fornminne      |
| Tuna 166:1             | Gravfält                         |              | Tuna, Uppland       |       | 60.038527, 18.102163 | 10028101660001 | Ladda upp en bild av detta fornminne      |
| Tuna 167:1             | Fornborg                         |              | Tuna, Uppland       |       | 60.011596, 18.026619 | 10028101670001 | Ladda upp en bild av detta fornminne      |
| Tuna 168:1             | Stensättning                     |              | Tuna, Uppland       |       | 60.040024, 18.084842 | 10028101680001 | Ladda upp en bild av detta fornminne      |
| Tuna 169:1             | Hög                              |              | Tuna, Uppland       |       | 60.042668, 18.073151 | 10028101690001 | Ladda upp en bild av detta fornminne      |
| Tuna 169:2             | Hög                              |              | Tuna, Uppland       |       | 60.042546, 18.073223 | 10028101690002 | Ladda upp en bild av detta fornminne      |
| Tuna 169:3             | Stensättning                     |              | Tuna, Uppland       |       | 60.042578, 18.072238 | 10028101690003 | Ladda upp en bild av detta fornminne      |
| Tuna 170:1             | Stensättning                     |              | Tuna, Uppland       |       | 60.040616, 18.101085 | 10028101700001 | Ladda upp en bild av detta fornminne      |
| Tuna 172:1             | Gravfält                         |              | Tuna, Uppland       |       | 60.014072, 18.057433 | 10028101720001 | Ladda upp en bild av detta fornminne      |
| Tuna 172:2             | Stensättning                     |              | Tuna, Uppland       |       | 60.014364, 18.059006 | 10028101720002 | Ladda upp en bild av detta fornminne      |
| Tuna 173:1             | Stensättning                     |              | Tuna, Uppland       |       | 60.012087, 18.060987 | 10028101730001 | Ladda upp en bild av detta fornminne      |
| Tuna 174:1             | Hög                              |              | Tuna, Uppland       |       | 59.999430, 18.127393 | 10028101740001 | Ladda upp en bild av detta fornminne      |
| Tuna 174:2             | Stensättning                     |              | Tuna, Uppland       |       | 59.999643, 18.127241 | 10028101740002 | Ladda upp en bild av detta fornminne      |
| Tuna 179:1             | Stensättning                     |              | Tuna, Uppland       |       | 60.039358, 18.085779 | 10028101790001 | Ladda upp en bild av detta fornminne      |
| Tuna 179:2             | Stensättning                     |              | Tuna, Uppland       |       | 60.039494, 18.085431 | 10028101790002 | Ladda upp en bild av detta fornminne      |
| Tuna 179:3             | Stensättning                     |              | Tuna, Uppland       |       | 60.039558, 18.085222 | 10028101790003 | Ladda upp en bild av detta fornminne      |
| Tuna 180:1             | Stensättning                     |              | Tuna, Uppland       |       | 60.043069, 18.098179 | 10028101800001 | Ladda upp en bild av detta fornminne      |
| Tuna 180:2             | Stensättning                     |              | Tuna, Uppland       |       | 60.043019, 18.098377 | 10028101800002 | Ladda upp en bild av detta fornminne      |
| Tuna 182:1             | Stensättning                     |              | Tuna, Uppland       |       | 60.029493, 18.127784 | 10028101820001 | Ladda upp en bild av detta fornminne      |
| Tuna 185:1             | Hög                              |              | Tuna, Uppland       |       | 60.000479, 18.127460 | 10028101850001 | Ladda upp en bild av detta fornminne      |
| Tuna 192:1             | Gravfält                         |              | Tuna, Uppland       |       | 60.030650, 18.080230 | 10028101920001 | Ladda upp en bild av detta fornminne      |
| Tuna 194:1             | Gravfält                         |              | Tuna, Uppland       |       | 59.984252, 18.046860 | 10028101940001 | Ladda upp en bild av detta fornminne      |
| Tuna 203:1             | Gravfält                         |              | Tuna, Uppland       |       | 60.013987, 18.025849 | 10028102030001 | Ladda upp en bild av detta fornminne      |
| Tuna 208:1             | Hög                              |              | Tuna, Uppland       |       | 60.015396, 18.064199 | 10028102080001 | Ladda upp en bild av detta fornminne      |
| Tuna 208:2             | Stensättning                     |              | Tuna, Uppland       |       | 60.015333, 18.063952 | 10028102080002 | Ladda upp en bild av detta fornminne      |
| Tuna 211:1             | Gravfält                         |              | Tuna, Uppland       |       | 59.989617, 18.097004 | 10028102110001 | Ladda upp en bild av detta fornminne      |